# Švédské hokejové hry 2001 (listopad)
Hokejový turnaj byl odehrán od 6.11.2001 - do 11.11.2001 v Stockholmu. Utkání Finsko - Česko bylo odehráno v Helsinkách. Tohoto turnaje se zúčastnila i Kanada.

## Výsledky a tabulka
|    |         | SWE     | CZE    | FIN    | RUS    | CAN    | V | VP | PP | P | Skóre | B |
| 1. | Švédsko | Švédsko | 1:2 PP | 5:2    | 2:1 SN | 7:4    | 2 | 1  | 1  | 0 | 15:9  | 9 |
| 2. | Česko   | 2:1 PP  | Česko  | 7:2    | 2:3    | 3:1    | 2 | 1  | 0  | 1 | 14:7  | 8 |
| 3. | Finsko  | 2:5     | 2:7    | Finsko | 4:2    | 4:3    | 2 | 0  | 0  | 2 | 12:17 | 6 |
| 4. | Rusko   | 1:2 SN  | 3:2    | 2:4    | Rusko  | 3:2 SN | 1 | 1  | 1  | 1 | 9:10  | 6 |
| 5. | Kanada  | 4:7     | 1:3    | 3:4    | 2:3 SN | Kanada | 0 | 0  | 1  | 3 | 10:17 | 1 |

 Švédsko -  Kanada 7:4 (3:0, 4:2, 0:2)
6. listopadu 2001 - Stockholm

Branky  Švédsko: 3:51 Jönsson, 10:42 Rhodin, 18:54 Mathias Johansson, 33:44 Sundin R., 34:24 Weinhandl, 36:05 Nord, 38:45 Johnson 

Branky  Kanada: 28:48 Miner, 29:50 Joseph, 40:28 McLlwain, 55:22 Young.

Rozhodčí: Pakaslahti (FIN) - Karlsson, Svensson (SWE)

Vyloučení: 5:8 (4:0, 1:1)

Diváků: 8 212
Švédsko: Hadelöv - Nord, T. Johansson, Juhlin, Popovic, Sundin, Magnus Johansson, Hedin, Rhodin - Hakanson, Falk, Mikael Johansson - Jönsson, Davidsson, Mathias Johansson - Johnson, Zetterberg, Weinhandl - Ottosson, Witehall, Burström.
Kanada: Ram - Sheptak, Joseph, Henry, Schlegel, Simonton, Miner, Cooper, Dupont - Tomlinson, Alston, Hlushko - Stapleton, Yake, Brousseau - McLlwain, Hinz, Young - Maneluk, Parks, Banham.

 Finsko -  Česko 2:7 (1:4, 0:2, 1:1)
6. listopadu 2001 - Stockholm

Branky  Finsko: 4:59 Pavel Rosa, 5:19 Petr Leška, 7:58 Pavel Rosa, 10:03 Petr Čajánek, 35:48 Jaroslav Hlinka, 37:17 Zdeněk Sedlák, 46:26 David Nosek.

Branky  Česko: 4:59 Pavel Rosa, 5:19 Petr Leška, 7:58 Pavel Rosa, 10:03 Petr Čajánek, 35:48 Jaroslav Hlinka, 37:17 Zdeněk Sedlák, 46:26 David Nosek.

Rozhodčí: Lärking (SWE) - Bruun, Hirvi (FIN)

Vyloučení: 3:3 (1:2)

Diváků: 7 725
Finsko: Sulander - Luoma, Laitinen, Petriläinen, Grönvall, Sulku, Tuulola, Alanko, Vallin - Alatalo, Helminen, Peltonen - Hassinen, Ojanen, Miettinen - Törmänen, Aalto, Viitakoski - Somervuori, Sahlstedt, Rintanen.
Česko: Trvaj - M. Sýkora, Kučera, Nosek, Gureň, Židlický, Nikolov, Marušák, Philipp - Vůjtek, J. Hlinka, M. Procházka - Ujčík, Čajánek, Vlasák - Rosa, Kucharčík, Sedlák - Balaštík, Leška, Brabenec.

 Rusko -  Kanada 3:2  SN  (2:0, 0:1, 0:1 - 0:0, 1:0)
7. listopadu 2001 - Stockholm

Branky  Rusko: 14:25 Prokopjev, 14:40 Prokopjev, penalty: Karpov 

Branky  Kanada: 36:03 Banham, 52:28 Tomlinson

Rozhodčí: Pakaslahti (FIN) - Ljungqvist, Svensson (SWE)

Vyloučení: 7:11

Diváků: 2 519
Rusko: Podomackij - Skopincev, Vyšedkevič, Bykov, Rjabykin, Jerofejev, Orechovskij, Žukov, Gorochov - Gogolev, Zinovjev, Klevakin - Karpov, Prokopjev, Zatonskij - Jepančincev, Razin, Golc - Antipov, Kozněv, But.
Kanada: Draper - Simonton, Miner, Cooper, Joseph, Henry, Schlegel, Sheptak, Dupont - Maneluk, Parks, Banham - Tomlinson, Yake, Hlushko - Convery, Hinz, Young - McLlwain, Stapleton, Alston.

 Finsko -  Rusko 4:2 (2:1, 1:0, 1:1)
8. listopadu 2001 - Stockholm

Branky  Finsko: 7:57 Grönvall, 11:28 Miettinen, 34:40 Luoma, 56:15 Viitakoski 

Branky  Rusko: 10:52 Rjabikin, 45:29 Gorochov

Rozhodčí: Andersson - Karlberg, Takula (SWE)

Vyloučení: 8:5 (1:1)

Diváků: 814
Finsko: Norrena - Luoma, Laitinen, Petriläinen, Grönvall, Sulku, Tuulola, Vallin, Nummelin - Aalto A., Alatalo, Hassinen, Helminen, Miettinen, Miettinen, Ojanen, Peltonen, Rintanen, Sahlstedt, Somervuori, Törmänen, Viitakoski.
Rusko: Tortunov - Bykov, Gorochov, Jerofjejev, Orechovskij, Rjabikin, Skopincev, Žukov, Vyšedkevič - Antipov, But, Fjodorov, Gogolev, Golc, Jepančincev, Karpov, Klevakin, Koznev, Prokopjev, Zatonskij, Zinovjev.

 Švédsko -  Česko 1:2 PP (1:0, 0:1, 0:0 - 0:1)
8. listopadu 2001 - Stockholm

Branky  Švédsko: 34:39 Vladimír Vůjtek, 63:02 Tomáš Vlasák

Branky  Česko: 34:39 Vladimír Vůjtek, 63:02 Tomáš Vlasák

Rozhodčí: Pakaslahti (FIN) - Norrman, Svensson (SWE)

Vyloučení: 1:3 (0:0)

Diváků: 9 207
Švédsko: Liv - Hedin, Johansson Magnus & Thomas & Mikael &, Mathias, Juhlin, Nord, Popovic, Rhodin, Burström, Davidsson, Falk, Häkanson, Jonsson, Jönsson, Ottoson, Sundin R., Weinhandl, Witehall, Zetterberg.
Česko: Svoboda - Gureň, Židlický, Kučera F., Marušák, Nikolov, Nosek, Philipp, Sýkora M. - Vůjtek, Hlinka J., Procházka M. - Ujčík, Čajánek, Vlasák - Rosa, Kucharčík, Sedlák - Balštík, Leška, Branda.

 Česko -  Kanada 3:1 (1:0, 1:1, 1:0)
9. listopadu 2001 - Stockholm

Branky  Česko: 11:38 Viktor Ujčík, 29:44 Vladimír Vůjtek, 59:49 Daniel Branda

Branky  Kanada: 35:16 Parks 

Rozhodčí: Ryhed - Norrman, Ulriksson (SWE)

Vyloučení: 10:11 (3:1) navíc Joseph (CAN) to end

Diváků: 2 856
Česko: Svoboda A. - Sýkora M., Kučera F., Nosek, Gureň, Židlický, Nikolov, Marušák, Philipp - Branda, Hlinka J., Procházka M. - Ujčík, Čajánek, Vlasák - Rosa, Kucharčík, Sedlák - Balaštík, Leška, Brabenec.
Kanada: Ram - Schlegel, Henrym Miner, Simonton, Dupont, Sheptak, Joseph, D. Cooper - Hlushko, Yake, Tomlinson - Banham, Parks, Maneluk - Audet, Alston, McLlwain - J. Young, Hinz, Convery.

 Kanada -  Finsko 3:4 (0:2, 3:0, 0:2)
10. listopadu 2001 - Stockholm

Branky  Kanada: 25:36 Hlushko, 35:56 Alston, 38:51 McLlwain 

Branky  Finsko: 3:22 Hassinen, 3:58 Laitinen, 41:33 Miettinen, 43:13 Sahlstedt

Rozhodčí: Andersson - Karlsson, Takula (SWE)

Vyloučení: 7:5 (3:1, 0:1)

Diváků: 4 499
Kanada: Draoer - Cooper, Dupont, Henry, Joseph, Miner, Schlegel, Simonton - Alston, Audet, Banham, Brousseau, Convery, Hinz, Hlushko, Maneluk, McLlwain, Parks, Stapleton, Tomlinson, Young.
Finsko: Sulander - Grönvall, Laitinen, Luoma, Nummelin, Petrilainen, Sulku, Tuulola, Vallin - Aalto, Alatalo, Hassinen, Helminen, Miettinen, Ojanen, Peltonen, Rintanen, Sahlstedt, Somervuori, Törmänen, Viitakoski.

 Rusko -  Švédsko 1:2  SN  (0:0, 0:1, 1:0 - 0:0, 0:1)
10. listopadu 2001 - Stockholm

Branky  Rusko: 48:56 Zatonskij 

Branky  Švédsko: 38:32 Johnsson , rsn.Weinhandl

Rozhodčí: Šindler (CZE) - Ljungqvist, Ulriksson (SWE)

Vyloučení: 10:4 (0:1) navíc Skopincev 10min.

Diváků: 12 043
Rusko: Podomatskij - Bykov, Gorochov, Jerofjejev, Orechovskij, Rjabikin, Skopincev, Žukov, Vyšedkevič - Antipov, But, Gogolev, Golc, Jepančincev, Karpov, Klevakin, Kozněv, Prokopjev, Razin, Zatonskij, Zinovjev.
Švédsko: Liv - Hedin, Johansson Magnus & Thomas, Juhlin, Nord, Popovic, Rhodin - Burström, Davidsson, Falk, Häkansson, Johansson Mikael & Mathias, Johnsson, Jönsson, Ottoson, Sundin R., Weinhandl, Witehall, Zetterberg.

 Česko -  Rusko 2:3 (0:1, 1:1, 1:1)
11. listopadu 2001 - Stockholm

Branky  Česko: 28:50 David Nosek, 59:52 Michal Sýkora

Branky  Rusko: 1:44 Golc, 38:26 Razin, 47:55 Zatonskij

Rozhodčí: Lärking - Karlberg, Ljungqvist (SWE)

Vyloučení: 9:7 (1:0)

Diváků: 3 884
Česko: Svoboda A. - Sýkora M., Kučera F., Nosek, Gureň, Židlický, Nikolov, Marušák, Philipp - Branda, Hlinka J., Procházka M. - Ujčík, Čajánek, Vlasák - Rosa, Kucharčík, Sedlák - Balaštík, Leška, Brabenec.
Rusko: Podomatskij - Bykov D., Rjabykin, Žukov, Gorochov, Skopince, Vyšedkevič, Jerofejev, Orechovskij - Karpov, Prokopjev, Zatonskij - Antipov, Koznev, But - Jepančincev, Razin, Golc - Gogolev, Fjodorov J., Zinovjev.

 Švédsko -  Finsko 5:2 (1:0, 2:2, 2:0)
11. listopadu 2001 - Stockholm

Branky  Švédsko: 1:26 Zetterberg, 50:21 Zetterberg, 21:55 Zetterberg, 28:58 Zetterberg, 51:52 Burström 

Branky  Finsko: Alatalo, 36:09 Grönvall

Rozhodčí: Šindler - Karlsson, Svensson

Vyloučení: 5:5 (1:0)

Diváků: 13 550
Švédsko: Liv - Hedin, Johansson Magnus & Thomas, Juhlin, Nord, Popovic, Rhodin - Burström, Davidsson, Falk, Häkansson, Johansson Mikael & Mathias, Johnsson, Jönsson, Ottoson, Sundin R., Weinhandl, Witehall, Zetterberg.
Finsko: Norrena - Grönvall, Laitinen, Luoma, Nummelin, Petrilainen, Sulku, Tuulola, Vallin - Aalto, Alatalo, Hassinen, Helminen, Miettinen, Ojanen, Peltonen, Rintanen, Sahlstedt, Somervuori, Törmänen, Viitakoski.